# Аудиторська діяльність
Ауди́торська дія́льність — незалежна професійна діяльність аудиторів та суб'єктів аудиторської діяльності, зареєстрованих у Реєстрі аудиторів та суб'єктів аудиторської діяльності, з надання аудиторських послуг.Вона є різновидом підприємницької діяльності, полягає в здійсненні незалежних позавідомчих перевірок бухгалтерської та фінансової звітності економічних суб'єктів.
Аудиторські перевірки можуть бути обов'язковими та ініціативними, в останньому випадку вони проводяться за рішенням самого підприємства, на якому відбувається перевірка.  [Архівовано 26 вересня 2021 у Wayback Machine.]

### Мета
Основною метою аудиторської діяльності є встановлення достовірності фінансової та бухгалтерської звітності, а також перевірка відповідності різних фінансових і господарських операцій чинному законодавству. Треба відзначити, що і аудитори, і аудиторські фірми не мають права займатися іншими видами підприємництва. 

### Освіта
Аудиторську діяльність можуть здійснювати як фізичні, так і юридичні особи (аудиторські фірми). І ті, і інші можуть займатися аудиторською діяльністю тільки після отримання ліцензії на її здійснення. Фізична особа може займатися аудиторською діяльністю тільки при наявності Кваліфікаційного атестата Міністерства фінансів. Для отримання атестата необхідний стаж роботи в галузі аудиту, наявність юридичної або економічної освіти і здача іспитів. Існує чотири види подібних атестатів. Найбільш часто потрібні фахівці з наявністю атестата по загальному аудиту. Значно рідше потрібні фахівці з банківського аудиту, аудиту бірж, позабюджетних фондів і інвестиційних інститутів, аудиту страхових організацій. 
У багатьох великих компаніях, холдингах існують фахівці внутрішнього аудиту. Людей з подібним колом обов'язків раніше називали, та й зараз називають бухгалтерами-ревізорами. Висококваліфікований аудитор, який розраховує на значну оплату своєї праці, повинен володіти як вітчизняної, так і західної системою бухобліку - GAAP. Вимоги знання IAS зустрічаються рідше. Останнім часом практично обов'язковим додатковим вимогою до подібних фахівців стало знання бухгалтерської програми SUN (автоматизованої системи перекладу вітчизняної системи бухобліку на західний стандарт). 

### Професія у сьогоденні
На відміну, наприклад, від головного бухгалтера робота аудитора пов'язана з відрядженнями на підприємства - бухгалтерська і фінансова звітність зазвичай перевіряється на місці. В результаті кризи різко скоротився обсяг роботи аудиторських фірм. У той же час зарплати найбільш кваліфікованих фахівців, які працюють у представництвах іноземних аудиторських компаній і в сфері внутрішнього аудиту підприємств за участю іноземного капіталу, практично не змінилися. В цілому можна сказати, що в області аудиторської діяльності, як і в багатьох інших, після кризи ще не склалися якісь середні норми заробітної плати.